# 2013年世界田径锦标赛西班牙代表团
参加在 俄羅斯莫斯科举行的2013年世界田径锦标赛的西班牙代表团取得了两枚铜牌，在奖牌榜上和塞尔维亚、古巴一起并列第30名。

## 获得的奖牌
| 奖牌 | 运动员             | 项目           |
| ---- | ------------------ | -------------- |
| 銅牌 | Miguel Ángel López | 男子20千米竞走 |
| 銅牌 | Ruth Beitia        | 女子跳高       |

## 引用
1. ↑  . 国际田联.   [2013-08-18]. （原始内容存档于2018-01-08）.（英文）